# Estat de fugida
L'estat de fugida, també anomenat fugida dissociativa, és una classe d'amnèsia en la qual l'individu que la pateix sofreix una o més «sortides» de la seva personalitat de manera sobtada i inesperada, és a dir, que no recorda una part o la totalitat de la seva vida passada i no sap qui és. Això pot donar lloc a la creació d'una nova identitat.
Sol ser temporal, arribant a durar des d'hores a setmanes, mesos i, fins i tot, anys.

## Causes
Es pot produir per diverses causes, entre les quals destaquen:
- El compliment de desitjos: per exemple, d'escapar de l'estrès i començar una nova vida.

- Els sentiments de rebuig o de separació.

- Un xoc fort: accidents de trànsit, abusos sexuals, assetjament, etc.

En aquests casos, l'estat de fugida pot protegir la persona del suïcidi, o ajudar-la a escapar de situacions doloroses o traumàtiques.

## Diagnòstic
Aliè al problema de la pèrdua de memòria, sorgeix el risc que el pacient desaparegui a la recerca d'una nova vida, abandonant als seus familiars i coneguts. Aquest podrà, fins i tot, arribar a viatjar a l'estranger o començar un nou ofici amb una nova identitat.
Sovint la persona no té símptomes, o simplement es troba lleugerament confusa. No obstant això, si l'estat de fugida arribés a la seva fi, tornaria de sobte al seu estat inicial, recuperant la dolorosa sensació de la qual intentava fugir.
En altres ocasions, la persona recupera lleument la personalitat inicial durant breus períodes, donant lloc a successos de polarització, si la persona recuperés totalment la personalitat inicial, alguns dels seus records quedarien bloquejats.